# 김장한
김장한(金章漢, 1912년 5월 21일 ~ 1969년 5월 5일)은 고종 황제의 시종 김황진(金璜鎭)의 조카이자 기자인 김을한의 동생이며 덕혜옹주의 약혼자였다.고종이 덕혜옹주와 어릴 때부터 정해 놓은 약혼자지만 고종이 독살을 당하면서 약혼은 깨지고 말았다.김장한의 행적은 파혼 후에는 알려진 바가 없다.다만 이후 다른 사람과 결혼하여 2남 2녀를 두었고 1969년 5월에 형보다 먼저 사망한 것으로 보인다.형 김을한은 박정희 정권 당시 기자로서 덕혜옹주의 귀국을 도왔다.소 다케유키와 덕혜옹주의 결혼전 거사를 치를 예정이었지만 실패한다.